# Tetraplosphaeria
Tetraplosphaeria är ett släkte av svampar. Tetraplosphaeria ingår i familjen Tetraplosphaeriaceae, ordningen Pleosporales, klassen Dothideomycetes, divisionen sporsäcksvampar och riket svampar.
| Tetraplosphaeria | \| \| Tetraplosphaeria nagasakiensis \| \| \| \| \| \| Tetraplosphaeria sasicola \| \| \| \| \| \| Tetraplosphaeria tetraploa \| \| \| \| \| \| Tetraplosphaeria yakushimensis \| \| \| \| |
|                  | \| \| Tetraplosphaeria nagasakiensis \| \| \| \| \| \| Tetraplosphaeria sasicola \| \| \| \| \| \| Tetraplosphaeria tetraploa \| \| \| \| \| \| Tetraplosphaeria yakushimensis \| \| \| \| |
|                  | Triplosphaeria |
|                  | |
|                  | Polyplosphaeria |
|                  | |
|                  | Pseudotetraploa |
|                  | |
|                  | Quadricrura |
|                  | |
|                  | Tetraplosphaeria nagasakiensis |
|                  | |
|                  | Tetraplosphaeria sasicola |
|                  | |
|                  | Tetraplosphaeria tetraploa |
|                  | |
|                  | Tetraplosphaeria yakushimensis |
|                  | |

|  | Tetraplosphaeria nagasakiensis |
|  |                                |
|  | Tetraplosphaeria sasicola      |
|  |                                |
|  | Tetraplosphaeria tetraploa     |
|  |                                |
|  | Tetraplosphaeria yakushimensis |
|  |                                |